# Mitsugi Kishida

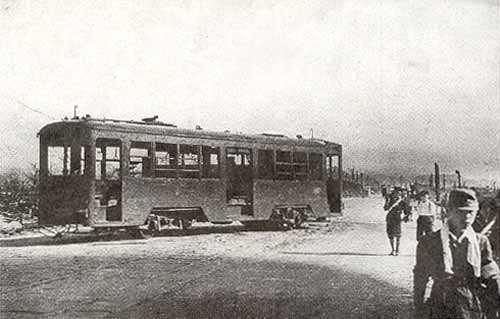
Carcasse de tramway après le bombardement à Hiroshima.

Pour les articles homonymes, voir Kishida.
Mitsugi Kishida (岸田 貢宜, Kishida Mitsugi, 1916-1988) est un photographe japonais, survivant du bombardement atomique de Hiroshima.